# اسرائیل گوتمان
اسرائیل گوتمان ((به عبری: ישראל גוטמן)؛ ۲۰ مهٔ ۱۹۲۳ – ۱ اکتبر ۲۰۱۳) تاریخ‌نگاری اهل اسرائیل از تبار یهودی-لهستانی و از جمله بازماندگان هولوکاست بود.

## زندگی‌نامه
اسرائیل (ییسرائیل) گوتمان در ورشو، جمهوری دوم لهستان زاده شد. وی پس از شرکت و زخمی شدن در خیزش گتو ورشو، به اردوگاه‌های کار اجباری مایدانک، آشویتس و ماوتهاوزن تبعید شد. پدر و مادر و خواهر و برادرش همگی در گتو ورشو درگذشتند. در ژانویه ۱۹۴۵، او از راهپیمایی مرگ از آشویتس به ماوتهاوزن زنده ماند، و در آنجا توسط نیروهای ایالات متحده آزاد شد. بلافاصله پس از جنگ، وی به تیپ یهودی در ایتالیا پیوست. در سال ۱۹۴۶، وی به فلسطین تحت قیمومت بریتانیا مهاجرت کرد و به کیبوتص لهاووت هاباشان پیوست و در آنجا دارای خانواده شد. وی به مدت ۲۵ سال عضو کیبوتس بود. در سال ۱۹۶۱، وی در دادگاه آدولف آیشمن شهادت داد.

## استادی دانشگاه
گوتمان استاد تاریخ در دانشگاه عبری اورشلیم و نایب رئیس شورای بین‌المللی آشویتس در بنیاد آشویتس-بیرکناو بود. وی از جمله سردبیران دائرةالمعارف هولوکاست، و برنده جایزه ییتزهاک ساده برای مطالعات نظامی بود. وی در ید وشم، ریاست انستیتوی بین‌المللی پژوهش‌های هولوکاست (۱۹۹۳–۱۹۹۶) را بر عهده داشت، به عنوان تاریخ‌نگار ارشد (۲۰۰۰–۱۹۹۶) خدمت کرد و مشاور دانشگاهی (از ۲۰۰۰ به بعد) بود. وی همچنین مشاور دولت لهستان در امور یهودیان، یهودیت و بزرگداشت هولوکاست بود.
وی در سن ۹۰ سالگی در اورشلیم، اسرائیل درگذشت.